# Richtlinie 2013/14/EU zur Verhinderung des übermäßigen Rückgriffs auf Ratings
Die Richtlinie 2013/14/EU zur Verhinderung des übermäßigen Rückgriffs auf Ratings vom 21. Mai 2013, ist eine EU-Richtlinie, die von den Unionsmitgliedstaaten bis längstens 21. Dezember 2014 umzusetzen ist.

## Ziel der Richtlinie
Das Ziel der Richtlinie 2013/14/EU ist es, zum Abbau des übermäßigen Rückgriffs auf Ratings von
- Einrichtungen der betrieblichen Altersversorgung (EBAV),
- Organismen für gemeinsame Anlagen in Wertpapieren (OGAW) sowie
- Alternative Investmentfonds (AIF)

beizutragen. Der übermäßige Rückgriff auf Ratings bei Investitionen in Schuldtiteln, ohne die Bonität der Emittenten dieser Instrumente unbedingt einer eigenen Bonitätsprüfung zu unterziehen, sei eine Folge der Finanzkrise. Durch die von der Richtlinie 2013/14/EU eingeführten Änderungen soll die Qualität der von EBAV, OGAW und AIF getätigten Anlagen verbessert werden, wodurch wiederum der Schutz der Anleger dieser Fonds gesteigert werden soll. Von EBAV, OGAW-Verwaltungs- und Investmentgesellschaften sowie Managern von AIF wird verlangt, dass sie sich bei der Bewertung der Risiken, die mit denen EBAV, OGAW und AIF getätigten Anlagen verbunden sind, nicht ausschließlich und automatisch auf Ratings stützen oder sie als einzigen Parameter für die Investitionsentscheidung verwenden. Risikomanagementprozesse und -systeme von EBAV, OGAW-Verwaltungs- und Investmentgesellschaften sowie von AIF sind daher anzupassen und dürfen die Ratings zukünftig nur ausgewogen neben anderen Kriterien eingesetzt werden.
Um dieses Ziel zu erreichen, wird der Kommission die Befugnis übertragen, Rechtsakte nach Artikel 290 des Vertrags über die Arbeitsweise der Europäischen Union zu erlassen, „um sicherzustellen, dass Verwaltungs- und Investmentgesellschaften in Bezug auf EBAV sowie AIFM wirksam daran gehindert werden, sich bei der Bewertung der Kreditqualität der gehaltenen Anlagen allzu sehr auf Ratings zu stützen“.

## Politische Gründe für diese Richtlinie
Die Richtlinie 2013/14/EU ergänzt die Verordnung (EG) Nr. 1060/2009 des Europäischen Parlaments und des Rates vom 16. September 2009 über Ratingagenturen. Beide Maßnahmen setzen sich das allgemeine Ziel, den übermäßigen Rückgriff der Anleger auf Ratings einzudämmen. Sie sind daher unmittelbare Auswirkungen der Finanzkrise ab 2007 und sollen ähnliche Verwerfungen der Finanzmärkte zukünftig verhindern helfen.

## Aufbau
Die Richtlinie 2013/14/EU besteht aus sieben Erwägungsgründen und sechs Artikeln.
- Artikel 1: Änderung der Richtlinie 2003/41/EG[5]
- Artikel 2: Änderungen der Richtlinie 2009/65/EG[6]
- Artikel 3: Änderung der Richtlinie 2011/61/EU[7]
- Artikel 4: Umsetzung
- Artikel 5: Inkrafttreten
- Artikel 6: Adressaten